# هان سو آن
هان سو آن (18 يونيو 1926 – 4 يناير 1998) هو ملاكم كوري جنوبي راحل، مثّل بلاده في الألعاب الأولمبية الصيفية في دورتي 1948 و1952.

## روابط خارجية
هان سو آن على موقع أوليمبيديا (الإنجليزية)